# 1882
1882 (MDCCCLXXXII) je bilo navadno leto, ki se je po gregorijanskem koledarju začelo na nedeljo, po 12 dni počasnejšem julijanskem koledarju pa na petek.

## Dogodki
- - oblikovanje trozveze med Nemčijo, Avstro-Ogrsko in Italijo z glavnim namenom osamitvijo Francije.

## Rojstva
- 15. januar - Princesa Margareta Connaughtska, prva žena švedskega kralja Gustava VI. Adolfa († 1920)
- 21. januar - Pavel Aleksandrovič Florenski, ruski teolog, filozof, matematik in elektroinženir († 1937)
- 24. januar - Harold Delos Babcock, ameriški astronom († 1968)
- 1. februar - Vladimir Dimitrov - Maistora, bolgarski slikar († 1960)
- 2. februar - James Augustine Aloysius Joyce, irski pisatelj († 1941)
- 20. februar - Nicolai Hartmann, nemški filozof († 1950)
- 14. marec - Wacław Franciszek Sierpiński, poljski matematik († 1969)
- 14. april - Moritz Schlick, nemški filozof († 1936)
- 21. april - Percy Williams Bridgman, ameriški fizik, filozof znanosti in nobelovec 1946 († 1961)
- 13. maj - Georges Braque, francoski slikar, kipar († 1963)
- 20. maj - Sigrid Undset, norveška pisateljica, nobelovka 1928 († 1949)
- 17. junij - Igor Fjodorovič Stravinski, rusko-ameriški skladatelj († 1971)
- 29. julij - Števan Kühar, slovenski pisatelj in ljudski zbiratelj na Madžarskem († 1915)
- 5. oktober - Robert Hutchings Goddard, ameriški profesor, fizik, izumitelj in raketni inženir († 1945)
- 11. november - Gustav VI. Adolf Švedski († 1973)
- 18. november - Jacques Maritain, francoski filozof († 1973)
- 10. december - Otto Neurath, avstrijski filozof, sociolog in ekonomist († 1945)
- 11. december - Max Born, nemško-britanski matematik, fizik, nobelovec 1954 († 1970)
- 28. december - sir Arthur Stanley Eddington, angleški fizik, astronom, astrofizik, matematik, popularizator znanosti († 1944)

## Smrti
- 28. februar - John Thomas Romney Robinson, irski astronom, fizik (* 1792)
- 24. marec - Henry Wadsworth Longfellow, ameriški pesnik (* 1807)
- 5. april - Frédéric Le Play, francoski rudarski inženir, sociolog (* 1806)
- 10. april - Dante Gabriel Rossetti, angleški slikar, pesnik, prevajalec (* 1828)
- 13. april - Bruno Bauer, nemški teolog, bibilicist, filozof (* 1809)
- 19. april - Charles Darwin, angleški naravoslovec (* 1809)
- 27. april - Ralph Waldo Emerson, ameriški esejist, pisatelj, filozof (* 1803)
- 2. junij - Giuseppe Garibaldi, italijanski domoljub, revolucionar (* 1807)
- 19. junij - Anton Šerf, slovenski nabožni pisec, homilet, pesnik, duhovnik (* 1798)
- 23. september - Friedrich Wöhler, nemški kemik (* 1800)
- 13. oktober - Arthur de Gobineau, francoski aristokrat in rasni teoretik (* 1816)
- 27. december - Giovanni Losi, italijanski misijonar Kongregacije kombonijancev  (* 1838)